# (9880) Stégosaure
(9880) Stégosaure, désignation internationale (9880) Stegosaurus, est un astéroïde de la ceinture principale.

## Description
(9880) Stégosaure est un astéroïde de la ceinture principale. Il fut découvert par Eric Walter Elst le 12 août 1994 à l'observatoire de La Silla. Il présente une orbite caractérisée par un demi-grand axe de 2,288 UA, une excentricité de 0,11 et une inclinaison de 3,46° par rapport à l'écliptique.
Il fut nommé en hommage au stégosaure, un dinosaure ayant vécu il y a entre 156 et 140 millions d'années.

## Compléments